# Emmanuel Dessi Youfang
Emmanuel Dessi Youfang (* 7. August 1967 in Baham) ist ein kamerunischer Geistlicher und römisch-katholischer Bischof von Bafia.

## Leben
Emmanuel Dessi Youfang empfing am 16. Juni 2001 das Sakrament der Priesterweihe für das Bistum Bafoussam.
Am 7. November 2016 ernannte ihn Papst Franziskus zum Titularbischof von Oescus und zum Weihbischof in Bafoussam. Die Bischofsweihe spendete ihm der Bischof von Bafoussam, Dieudonné Watio, am 7. Januar des folgenden Jahres. Mitkonsekratoren waren der Bischof von Bafang, Abraham Kome, und der Bischof von Le Mans, Yves Le Saux.
Papst Franziskus ernannte ihn am 13. Mai 2020 zum Bischof von Bafia. Die Amtseinführung erfolgte am 11. Juli desselben Jahres.